# Manchester (Maryland)
Manchester is een plaats (town) in de Amerikaanse staat Maryland, en valt bestuurlijk gezien onder Carroll County.

## Demografie
Bij de volkstelling in 2000 werd het aantal inwoners vastgesteld op 3329.
In 2006 is het aantal inwoners door het United States Census Bureau geschat op 3574, een stijging van 245 (7,4%).

## Geografie
Volgens het United States Census Bureau beslaat de plaats een oppervlakte van
5,0 km², geheel bestaande uit land. Manchester ligt op ongeveer 310 m boven zeeniveau.

## Plaatsen in de nabije omgeving
De onderstaande figuur toont nabijgelegen plaatsen in een straal van 20 km rond Manchester.